# Corbon (Orne)
Corbon és un municipi francès situat al departament de l'Orne i a la regió de Normandia. L'any 2007 tenia 132 habitants.

## Demografia

### Població
El 2007 la població de fet de Corbon era de 132 persones. Hi havia 49 famílies de les quals 8 eren unipersonals (4 homes vivint sols i 4 dones vivint soles), 8 parelles sense fills, 25 parelles amb fills i 8 famílies monoparentals amb fills.
La població ha evolucionat segons el següent gràfic:
Habitants censats

### Habitatges
El 2007 hi havia 65 habitatges, 48 eren l'habitatge principal de la família, 14 eren segones residències i 3 estaven desocupats. Tots els 65 habitatges eren cases. Dels 48 habitatges principals, 41 estaven ocupats pels seus propietaris, 5 estaven llogats i ocupats pels llogaters i 2 estaven cedits a títol gratuït; 1 tenia una cambra, 2 en tenien dues, 5 en tenien tres, 7 en tenien quatre i 33 en tenien cinc o més. 48 habitatges disposaven pel capbaix d'una plaça de pàrquing. A 16 habitatges hi havia un automòbil i a 31 n'hi havia dos o més.

### Piràmide de població
La piràmide de població per edats i sexe el 2009 era:
| Homes | Edats   | Dones |
| ----- | ------- | ----- |
| 0     | 95 o +  | 0     |
| 0     | 90 a 94 | 0     |
| 0     | 85 a 89 | 0     |
| 0     | 80 a 84 | 0     |
| 0     | 75 a 79 | 0     |
| 0     | 70 a 74 | 0     |
| 4     | 65 a 69 | 4     |
| 4     | 60 a 64 | 4     |
| 0     | 55 a 59 | 8     |
| 8     | 50 a 54 | 0     |
| 0     | 45 a 49 | 8     |
| 16    | 40 a 44 | 4     |
| 4     | 35 a 39 | 8     |
| 4     | 30 a 34 | 4     |
| 0     | 25 a 29 | 4     |
| 0     | 20 a 24 | 4     |
| 4     | 15 a 19 | 20    |
| 8     | 10 a 14 | 0     |
| 0     | 5 a 9   | 4     |
| 4     | 0 a 4   | 0     |

## Economia
El 2007 la població en edat de treballar era de 96 persones, 70 eren actives i 26 eren inactives. De les 70 persones actives 67 estaven ocupades (35 homes i 32 dones) i 3 estaven aturades (3 dones i 3 dones). De les 26 persones inactives 7 estaven jubilades, 12 estaven estudiant i 7 estaven classificades com a «altres inactius».
Activitats econòmiques
Dels 7 establiments que hi havia el 2007, 4 eren d'empreses de construcció, 1 d'una empresa d'informació i comunicació, 1 d'una empresa de serveis i 1 d'una entitat de l'administració pública.
Els 4 serveis als particulars que hi havia el 2009 eren lampisteries.
L'any 2000 a Corbon hi havia 7 explotacions agrícoles que ocupaven un total de 540 hectàrees.

## Poblacions més properes
El següent diagrama mostra les poblacions més properes.